# Keith David
A nu se confunda cu David Keith

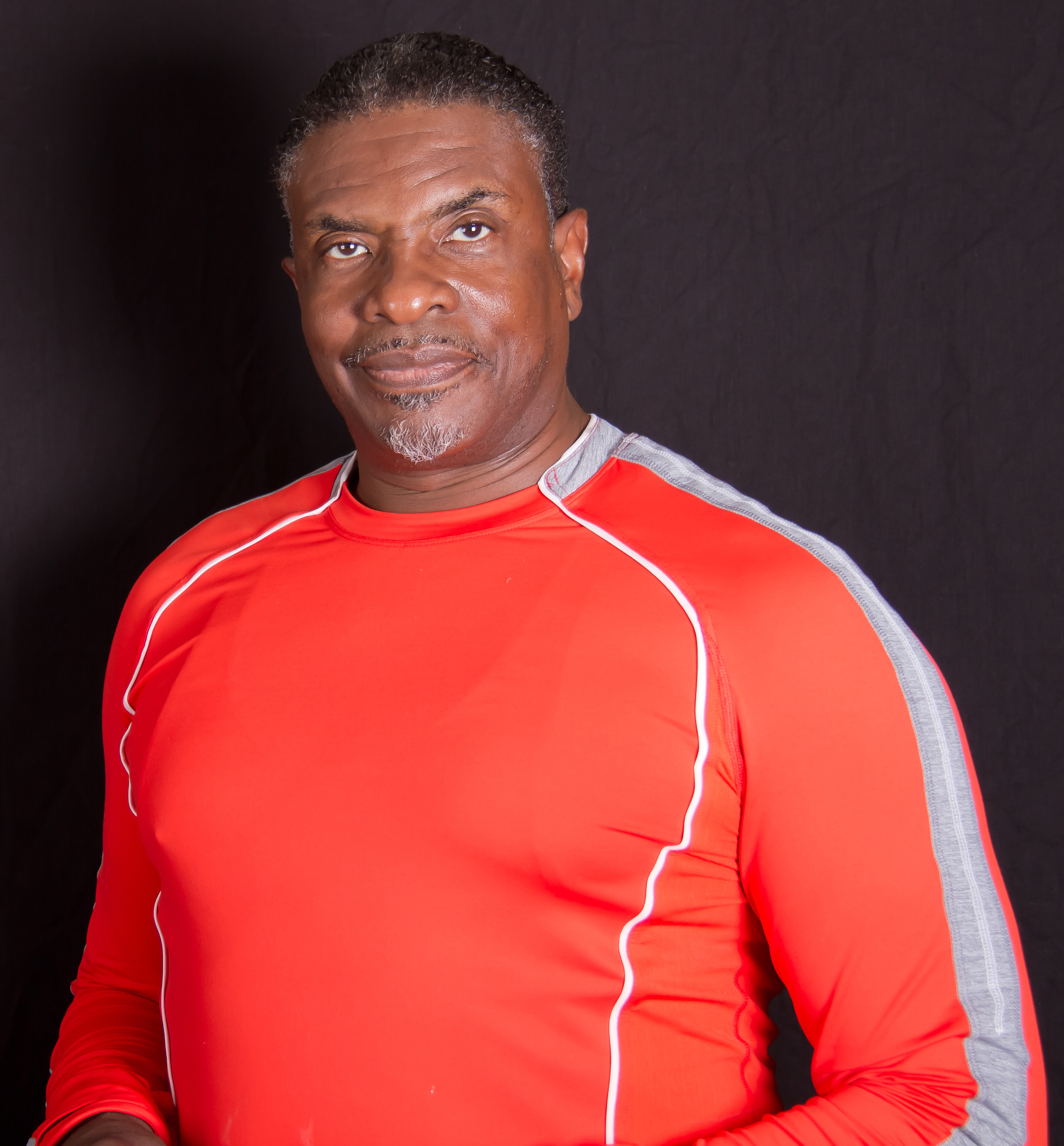

Keith David Williams (n. 4 iunie 1956, New York City, New York, SUA) mai bine cunoscut ca Keith David, este un actor și cântăreț american.

## Filmografie

### Filme
- Disco Godfather (1979) (nemenționat)
- The Thing (1982) (Creatura)
- Terror in the Aisles (1984)
- Platoon (1986)
- Hot Pursuit (1987)
- Braddock: Missing in Action III (1988)
- Off Limits (1988)
- Stars and Bars (1988)
- Bird (1988)
- They Live (1988)
- Road House (1989)
- Always (1989)
- Men at Work (1990)
- Marked for Death (1990)
- Final Analysis (1992)
- Article 99 (1992)
- Nails (1992)
- The Last Outlaw (1993)
- There Are No Children Here (1993)
- Reality Bites (1994)
- The Puppet Masters (1994)
- Clockers (1995)
- Dead Presidents (1995)
- The Quick and the Dead (1995)
- Blue in the Face (1995)
- Loose Women (1996) (cameo)
- The Grave (1996)
- Eye for an Eye (1996)
- Larger Than Life (1996)
- Never Met Picasso (1996)
- Johns (1996)
- Vanishing Point (1997)
- Flipping (1997)
- Volcano (1997)
- Executive Target (1997)
- Murder, She Wrote: South by Southwest (1997)
- Don King: Only in America (1997)
- The Tiger Woods Story (1998)
- Armageddon (1998)
- There's Something About Mary (1998)
- A.T.F. (1999)
- Dark Summer (a.k.a. Innocents) (2000)
- Pitch Black (2000)
- Requiem for a Dream (2000)
- Where the Heart Is (2000)
- The Replacements (2000)
- Semper Fi (2001)
- Final Fantasy: The Spirits Within (2001)
- Novocaine (2001)
- Seduced: Pretty When You Cry (2001)
- 29 Palms (2002)
- Barbershop (2002)
- Agent Cody Banks (2003)
- Head of State (2003)
- CSI: Crime Scene Investigation (2003)
- Hollywood Homicide (2003)
- Agent Cody Banks 2: Destination London (2004)
- The Chronicles of Riddick (2004)
- Crash (2004)
- Mr. & Mrs. Smith (2005)
- Transporter 2 (2005)
- Dirty (2005)
- The Oh in Ohio (2006)
- Behind Enemy Lines II: Axis of Evil (2006)
- ATL (2006)
- If I Had Known I Was a Genius (2007)
- Delta Farce (2007)
- The Last Sentinel (2007)
- Beautiful Loser (2008)
- First Sunday (2008) (O duminică de pomină)
- Superhero Movie (2008)
- Chasing 3000 (2008)
- My Mom's New Boyfriend (2008)
- The Fifth Commandment (2008)
- No Bad Days (2008)
- The Sensei (2008)
- Behind Enemy Lines: Colombia (2009)
- Against the Dark (2009)
- Charlie Valentine (2009)
- Don McKay (2009)
- Coraline (2009)
- The Butcher (2009)
- The Princess and the Frog (2009)
- Gamer (2009)
- All About Steve (2009)
- Pastor Brown (2010)
- Death at a Funeral (2010)
- Lottery Ticket (2010)
- Stomp the Yard 2: Homecoming (2010)
- Chain Letter (2010)
- The Cape (2010)
- Hawaii Five-0 (2010)
- Meet Monica Velour (2010)
- Spork (2010)
- The Book of Matthew (2011)
- The Inheritance (2011)
- Cloud Atlas (2012)
- Nu! (2022)